# Lola Jenšovská
Lola Jenšovská, v matrice Aloisie Marie Jenšovská-Krippnerová, (28. ledna 1891 Žižkov – 1970) byla česká malířka.

## Životopis
Některé zdroje uvádějí chybný rok narození 1893. Narodila se v rodině architekta Bedřicha Jenšovského (6. 5. 1860) a spisovatelky Amalie Jenšovské-Krippnerové (8. 6. 1863–1942).
Lola absolvovala roku 1913 Umělecko-průmyslovou školu v Praze, mj. u profesora Jakuba Schikanedra. Poprvé vystavovala r. 1917 ve výtvarném odboru Ústředního spolku českých žen, pozdějšího Kruhu výtvarných umělkyň (KVU). V letech 1924 a 1925 podnikla studijní cestu do Itálie. Pobyt v Římě měl vliv na její tvorbu krajinářskou i figurální
Bydlela na adrese Elišky Krásnohorské 3 Praha V.

## Dílo

### Výstavy
- 1917 Obecní dům, výstava při Ústředním spolku českých žen
- 1927 výstava s KVU v Praze [obrazy 7–9]
- 1929 výstava v Buenos Aires (22. 9.– 29. 9.)
- 1931 výstava s KVU v Plzni

### Obrazy
1. Řím – nábřeží: olej, plátno
2. Podzim v Kyjích
3. Sluneční paprsky
4. Stráně v Roztokách
5. Římské nábřeží
6. Isola Tiberina
7. Zátiší s rybami: olej
8. Genzano: olej
9. Děvče se zeleninou: olej

Obrazy 2–7